# واگیلیا (سرده)
واگیلیا (نام علمی: Weigela) نام یک سرده از راسته خواجه‌باشی‌سانان است.